# Karl Theodor Wecker

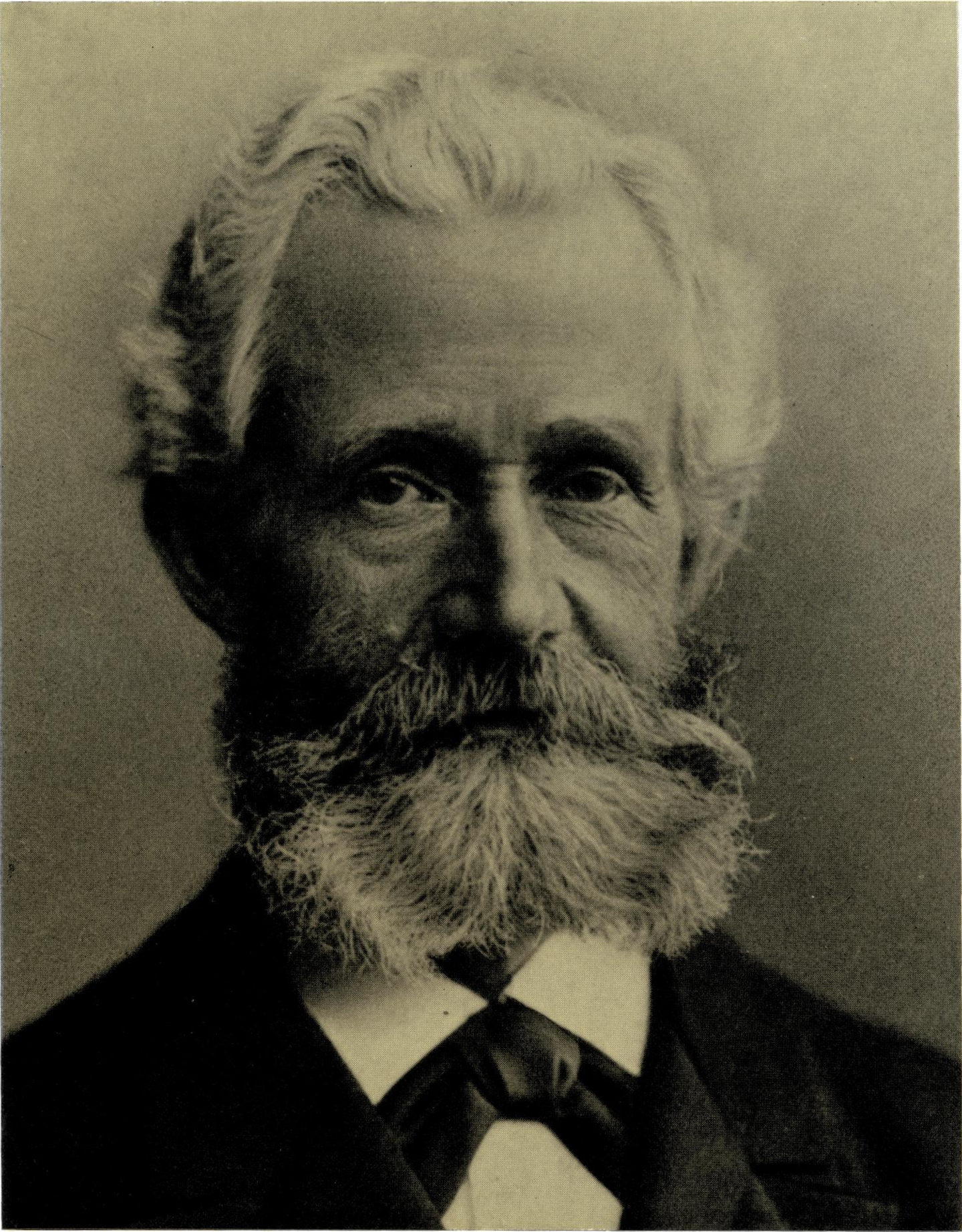
Karl Theodor Wecker

Karl Theodor Wecker (* 20. November 1828 in Frankfurt am Main; † 18. Oktober 1893 in Offenbach am Main) war ein deutscher Kaufmann, Unternehmer und Politiker (als Mitglied der Ersten Kammer der Landstände des Großherzogtums Hessen).

## Leben
Karl Theodor Wecker war ein Sohn des Kaufmanns Ehrenfried Wecker (1798–1879) und dessen Ehefrau Emilie Friederike Wecker geb. Schniewind(t) (1797–1851). Nach seiner Schulausbildung absolvierte er eine kaufmännische Lehre und trat 1850 in die Kutschen- und Wagenfabrik Dick & Kirschten in Offenbach am Main ein. 1856 kaufte er das Unternehmen und errichtete Filialen im europäischen Ausland. 1865 folgte eine Erweiterung der Fabrik.
Seit 1863 war Wecker Mitglied der Handelskammer Offenbach, 1874 wurde er deren Präsident und übte dieses Amt bis 1889 aus. 1878 erhielt er als auf Lebenszeit ernanntes Mitglied ein Mandat für die Erste Kammer der Landstände des Großherzogtums Hessen, das mit seinem Tod am 18. Oktober 1893 endete. Vom 19. September 1879 bis 1894 war er Handelsrichter an der Kammer für Handelssachen Offenbach am Main am Landgericht Darmstadt.

### Auszeichnungen
- 8. April 1868: Ritterkreuz II. Klasse des großherzoglich hessischen Ludewigs-Ordens
- 19. Mai 1879: Erlaubnis zur Annahme und zum Tragen des klaiserlich russischen St.-Annen-Ordens III. Klasse
- 6. Oktober 1879: Ritterkreuz I. Klasse des großherzoglich hessischen Verdienstordens Philipps des Großmütigen
- 1874: Kommerzienrat
- 1885: Geheimer Kommerzienrat[1]
- 3. Januar 1890: Komturkreuz II. Klasse des Verdienstordens Philipps des Großmütigen